# Keban Agung I
Keban Agung I is een bestuurslaag in het regentschap Bengkulu Selatan van de provincie Bengkulu, Indonesië. Keban Agung I telt 514 inwoners (volkstelling 2010).